# Acanthoscurria belterrensis
Acanthoscurria belterrensis là loài nhện tarantula chỉ có ở Brazil. Nhện trưởng thành thường có màu nâu đỏ sẫm, đôi khi bụng ánh lên màu cam. Kể từ khi được phát hiện vào năm 2014, loài nhện này chưa từng được nuôi làm cảnh và các thông tin về chúng vẫn còn rất hạn chế.